# Фаворити Місяця
«Фаворити Місяця» (фр. Les Favoris de la lune) — фільм грузинсько-французького кінорежисера Отара Іоселіані.

## Синопсис
Картина XIX століття і китайська порцеляна XVIII століття потрапляють у вир інтриг, афер, законних і не дуже маніпуляцій дюжини персонажів з самих різних верств суспільства від злодюжок і повій до зірок панк-року і терористичних угрупувань з незрозумілими цілями і завданнями.

## Актори
- Катя Рюпе (фр. Katja Rupé) — Клер
- Алікс Де Монтегю (фр. Alix de Montaigu) — Дельфін Лаплас
- Франсуа Мішель (фр. François Michel) — Філліп
- Жан-П'єр Бовяла (фр. Jean-Pierre Beauviala) — Колас
- Паскаль Об'є (фр. Pascal Aubier) — Пан Лаплас
- Кристіана Байлі (фр. Christiane Bailly) — Агнес
- Бернард Ейженшитц (фр. Bernard Eisenschitz) — Густав
- Ганс Пітер Клоос (фр. Hans Peter Cloos) — Пан Duphour-Paquet
- Майте Наір (фр. Maïté Nahyr) — Мадлен Duphour-Paquet
- Мат'є Амальрік (фр. Mathieu Amalric) — 'Жюльєн
- Яннік Карпентьє (фр. Yannick Carpentier) — Поліцейський
- Фанні Дюпен (фр. Fanny Dupin) — Річник
- Марі Парра Аледо (фр. Marie Parra Aledo) — Бланш
- Габріелла Шир (фр. Gabriella Sheer) — Ніколь
- Рене ван Во Міхн (фр. René Vo Van Mihn) — Жан
- Гаспар Флорі (фр. Gaspard Flori) — Кристіан Лаплас
- Емілі Обрі (фр. Emilie Aubry) — Люсі Лаплас

## Нагороди
- Нагорода Венеціанського кінофестиваля, 1984 року. Переможець у номінації: спеціальний приз журі.